# Coupe de Belgique de football 1975-1976
Navigation
Édition précédente Édition suivante
La Coupe de Belgique 1975-1976 est la vingt et unième édition de l'épreuve.
La finale jouée au stade du Heysel à Bruxelles voit le R. SC Anderlechtois conserver le trophée remporté la saison précédente. C'est la cinquième victoire en six finales pour les "Mauves" qui réalisent le deuxième doublé de leur Histoire après celui de 1972 & 1973.
Cette édition est aussi marquée par le parcours du WSC Lauwe (D3) et du FC Ekloo (Promotion) qui atteignent les Quarts de finale.

## Fonctionnement - Règlement
La Coupe de Belgique 1975-1976 est jouée par matchs à élimination directe. Les 19 équipes de Division 1 et 13 de Division 2 commencent l'épreuve à partir des trente-deuxièmes de finale.
Au total 256 clubs participent à la 21e édition de l'épreuve.
Pour l'édition 75-76, quatre tours préliminaires concernent 224 clubs issus de tous les niveaux inférieurs. Au total, les 256 équipes proviennent des divisions suivantes :
- 131 clubs provinciaux
- 58 clubs de Promotion
- 32 clubs de Division 3
- 16 clubs de Division 2
- 19 clubs de Division 1

### Déroulement schématique
Certaines adaptations, en termes d'entrée en lice, sont effectuées à la suite de la réforme de la D1 deux saisons plus tôt : voir plus de détails.

#### Tours préliminaires
- TOUR 1: 64 rencontres, 128 clubs des Séries provinciales
  - TOUR 2: 64 rencontres, 64 qualifiés du Tour 1 + les clubs de Promotion de la saison précédente (qui sont têtes de série et ne se rencontrent pas entre eux)
    - TOUR 3: 32 rencontres, 64 qualifiés du Tour 2 (pré-tirage intégral, plus de tête de série)
      - TOUR 4: 32 rencontres, 32 qualifiés du Tour 3 + entrée de la plupart des clubs de Division 3, des montants en Division 2 et des relégués en Promotion.

#### Phase finale
- 1/32e de finale : 32 qualifiés du Tour 4, les clubs de Division 2 de la saison précédente et les clubs de Division 1 de la saison précédente (D1 et D2 sont têtes de série et ne se rencontrent pas entre elles)
  - 1/16e de finale (à partir de ce tour, tirage intégral, plus de têtes de série)
    - 1/8e de finale
      - 1/4 de finale
        - 1/2 finales
          - FINALE

## Calendrier
Le tirage au sort des quatre tours éliminatoires et des trente-deuxièmes de finale a lieu en juin 1975 au siège de l'URSBSFA.
| Nom                                   | Tirage au sort | Date aller                                 | Date retour                                | Équipes participantes | Équipes restantes |
| ------------------------------------- | -------------- | ------------------------------------------ | ------------------------------------------ | --------------------- | ----------------- |
| Quatrième tour préliminaire           | juin 1975      | 23 et 24 août 1975                         | 23 et 24 août 1975                         | 64                    | 32                |
| Trente-deuxièmes de finale *          | juin 1975      | 30 et 31 août 1975                         | 30 et 31 août 1975                         | 63                    | 32                |
| Seizièmes de finale                   | ???            | 01 et 2 novembre 1975 et 1er novembre 1974 | 01 et 2 novembre 1975 et 1er novembre 1974 | 32                    | 16                |
| Huitièmes de finale                   | ???            | 25 et 28 décembre 1975                     | 25 et 28 décembre 1975                     | 16                    | 8                 |
| Quarts de finale                      | ???            | 28 et 29 février 1976                      | 28 et 29 février 1976                      | 8                     | 4                 |
| Demi-finale                           | ???            | 26 mai 1976                                | 26 mai 1976                                | 4                     | 2                 |
| Finale                                | -              | 6 juin 1976                                | 6 juin 1976                                | 2                     | -                 |
| * entrée des clubs de D1 et D2 belges |                |                                            |                                            |                       |                   |

## Trente-deuxièmes de finale
La répartition des 64 clubs est la suivante : 19 clubs de D1, 15 clubs de D2, 20 clubs de D3, 7 clubs de Promotion et 3 clubs de provinciaux.

### Participants

#### par Régions
| Régions         | Total | D1 | D2 | D3 | P | Prov' |
| --------------- | ----- | -- | -- | -- | - | ----- |
| Bruxelles       | 6     | 2  | 0  | 3  | 0 | 1     |
| Région flamande | 46    | 13 | 12 | 14 | 6 | 1     |
| Région wallonne | 12    | 4  | 3  | 3  | 1 | 1     |
| TOTAUX          | 64    | 19 | 15 | 20 | 7 | 3     |

#### par Provinces
| # | Provinces                                                                                               | Total    | Div. 1 | Div. 2  | Div. 3  | Prom  | prov' |
| - | --- | -------- | ------ | ------- | ------- | ----- | ----- |
| 1 | Province d'Anvers                                                                                       | 15       | 6      | 3       | 4       | 2     | 0     |
| 2 | Province de Brabant Région de Bruxelles-Capitale Province du Brabant flamand Province du Brabant wallon | 10 6 3 1 | 2 2 0  | 1 0 1 0 | 5 3 2 0 | 1 0 1 | 1 1 0 |
| 3 | Province de Flandre-Occidentale                                                                         | 10       | 4      | 2       | 3       | 0     | 1     |
| 4 | Province de Flandre-Orientale                                                                           | 8        | 2      | 2       | 2       | 2     | 0     |
| 5 | Province de Hainaut                                                                                     | 5        | 2      | 2       | 0       | 0     | 1     |
| 6 | Province de Liège                                                                                       | 5        | 2      | 1       | 1       | 1     | 0     |
| 7 | Province de Limbourg                                                                                    | 9        | 1      | 4       | 3       | 1     | 0     |
| 8 | Province de Luxembourg                                                                                  | 1        | 0      | 0       | 1       | 0     | 0     |
| 9 | Province de Namur                                                                                       | 1        | 0      | 0       | 1       | 0     | 0     |
|   | TOTAUX                                                                                                  | 64       | 19     | 15      | 20      | 7     | 3     |

### Résultats
Ce tour est joué, le samedi 30 août 1975 et le dimanche 31 août 1975, en une seule manche disputée sur le terrain de la première équipe citée. En cas d'accord entre les clubs concernés, l'ordre du tirage au sort peut être inversé.
- 64 clubs, 32 rencontres.
  - Grosse surprise avec l'élimination d'entrée du Standard, à domicile, des œuvres d'un cercle de Division 3.
  - Deux autres clubs de l'élite sont sortis: Charleroi et La Louvière. Des quatre Wallons de D1, il n'en reste qu'un seul en course.
  - Au total quatre formations de D3 et deux de Promotion atteignent les 1/16es de finale.

|  | Clubs qualifiés pour le tour suivant |
|  | Tenant du trophée                    |

| Dates      | Niv | N° | Équipe 1                      | Équipe 2                          | Score 90' | Score Prol. | Tirs au but |
| 30/08/1975 | T   | 1  | R. Antwerp FC (I)             | K. Hoger Op Merchtem ( III)       | 6-0       |             |             |
| 30/08/1975 | T   | 2  | SK Beveren-Waes (I)           | Zonhoven V&V (III)                | 3-1       |             |             |
| 30/08/1975 | T   | 3  | K. AA Gent ( II)              | K. St-Niklaasse SK (II)           | 4-2       |             |             |
| 30/08/1975 | T   | 4  | K. Beringen FC (I)            | R. RC Wetteren (P)                | 4-0       |             |             |
| 30/08/1975 | T   | 5  | K. SC Menen (III)             | R. AEC Mons (II)                  | 1-0       |             |             |
| 30/08/1975 | T   | 6  | K. VK Ieper (p-WVl)           | K. Boom FC (II)                   | 0-4       |             |             |
| 30/08/1975 | T   | 7  | K. Beerschot VAV (I)          | R. Crossing Cl. Schaerbeek ( III) | 2-1       |             |             |
| 30/08/1975 | T   | 8  | AS Eupen ( III)               | R. Charleroi SC (I)               | 4-1       |             |             |
| 30/08/1975 | T   | 9  | K. SK Tongeren (II)           | R. CS La Forestoise ( p-Bbt)      | 7-0       |             |             |
| 30/08/1975 | T   | 10 | R. FC Liégeois (I)            | White Star Beverst (P)            | 2-0       |             |             |
| 30/08/1975 | T   | 11 | K. FC Herentals (III)         | kV Kortrijk (II)                  | 0-2       |             |             |
| 30/08/1975 | T   | 12 | K. SV Waregem (I)             | R. CS Andennais (III)             | 2-1       |             |             |
| 30/08/1975 | T   | 13 | K. St-Truidense VV (II)       | Léopold Club Bastogne (III)       | 3-0       |             |             |
| 30/08/1975 | T   | 14 | RWD Molenbeek (I)             | K. FC Izegem (P)                  | 10-1      |             |             |
| 30/08/1975 | T   | 15 | K. Merksem SC (II)            | R. Stade Waremmien FC ( P)        | 3-0       |             |             |
| 30/08/1975 | T   | 16 | FC Zwarte Leeuw (P)           | K. FC Turnhout (II)               | 1-1       | 1-1         | ?-?         |
| 30/08/1975 | T   | 17 | K. VG Oostende (II)           | K. Willebroekse SV (III)          | 2-0       |             |             |
| 30/08/1975 | T   | 18 | K. FC Eendracht Zele (III)    | K. Berchem Sport (I)              | 0-1       |             |             |
| 30/08/1975 | T   | 19 | K. SC Lokeren (I)             | Witgoor Sport Dessel (III)        | 6-2       |             |             |
| 30/08/1975 | T   | 20 | Racing Jet Bruxelles (III)    | R. Olympic Montignies ( II)       | 0-1       |             |             |
| 30/08/1975 | T   | 21 | K. SV Cercle Brugge (I)       | V&V Overpelt-Fabriek (III)        | 4-0       |             |             |
| 30/08/1975 | T   | 22 | URS du Centre (p-Hai)         | K. RC Mechelen ( I)               | 0-3       |             |             |
| 30/08/1975 | T   | 23 | R. AA Louviéroise ( I)        | K. FC Eeklo (P)                   | 0-2       |             |             |
| 31/08/1975 | T   | 24 | R. Standard de Liège (I)      | VC Rotselaar (III)                | 1-2       |             |             |
| 31/08/1975 | T   | 25 | R. SC Anderlechtois (I)       | Royale Union ( (III))             | 2-1       |             |             |
| 31/08/1975 | T   | 26 | K. White Star Cl. Lauwe (III) | K. SV Waterschei THOR Genk (II)   | 1-0       |             |             |
| 31/08/1975 | T   | 27 | K. Ramsel FC (P)              | Club Brugge kV (I)                | 1-3       |             |             |
| 31/08/1975 | T   | 28 | K. FC Winterslag ( II)        | K. VV Looi Sport (III)            | 1-0       |             |             |
| 31/08/1975 | T   | 29 | R. Wavre Sports (P)           | kV Mechelen (I)                   | 0-3       |             |             |
| 31/08/1975 | T   | 30 | R. Tilleur FC (II)            | K. Lierse SV (I)                  | 1-4       |             |             |
| 31/08/1975 | T   | 31 | K. SC Eendracht Aalst (III)   | K. FC Diest ( II)                 | 1-4       |             |             |
| 31/08/1975 | T   | 32 | K. FC Dessel Sport (III)      | AS Oostende KM (I)                | 1-0       |             |             |

## Seizièmes de finale
La répartition des 32 clubs est la suivante : 15 clubs de D1, 10 clubs de D2, 5 clubs de D3, 2 clubs de Promotion

### Participants

#### par Régions
| Régions         | Total | D1 | D2 | D3 | P |
| --------------- | ----- | -- | -- | -- | - |
| Bruxelles       | 2     | 2  | 0  | 0  | 0 |
| Région flamande | 27    | 12 | 9  | 4  | 2 |
| Région wallonne | 3     | 1  | 1  | 1  | 0 |
| TOTAUX          | 32    | 15 | 10 | 5  | 2 |

#### par Provinces
Le Brabant wallon, les provinces de Luxembourg et de Namur ne sont plus représentés.
| # | Provinces                                                                    | Total | Div. 1 | Div. 2 | Div. 3 | Prom | prov' |
| - | ---------------------------------------------------------------------------- | ----- | ------ | ------ | ------ | ---- | ----- |
| 1 | Province d'Anvers                                                            | 10    | 6      | 2      | 1      | 1    |       |
| 2 | Province de Brabant Région de Bruxelles-Capitale Province du Brabant flamand | 4 2   | 2 2 0  | 1 0 1  | 1 0 1  | 0 0  |       |
| 3 | Province de Flandre-Occidentale                                              | 7     | 3      | 2      | 2      | 0    |       |
| 4 | Province de Flandre-Orientale                                                | 4     | 2      | 1      | 0      | 1    |       |
| 5 | Province de Hainaut                                                          | 1     | 0      | 1      | 0      | 0    |       |
| 6 | Province de Liège                                                            | 2     | 1      | 0      | 1      | 0    |       |
| 7 | Province de Limbourg                                                         | 4     | 1      | 3      | 0      | 0    |       |
|   | TOTAUX                                                                       | 32    | 15     | 10     | 5      | 2    |       |

### Résultats
Ce tour est joué, le samedi 1er novembre 1975 et le dimanche 2 novembre 1975, en une seule manche disputée sur le terrain de la première équipe citée. En cas d'accord entre les clubs concernés, l'ordre du tirage au sort peut être inversé. Tirage intégral, pas d'équipes protégées.
- 32 clubs, 16 rencontres.
  - Qualification des principaux favoris.
  - Deux clubs de Division 3 atteignent les 1/8es de finale.
  - Eeklo (Promotion) élimine un cercle de D3.

|  | Clubs qualifiés pour le tour suivant |
|  | Tenant du trophée                    |

| Dates      | Niv | N° | Équipe 1                      | Équipe 2                    | Score 90' | Score Prol. | Tirs au but |
| 01/11/1975 | S   | 1  | R. Antwerp FC (I)             | AS Eupen ( (III))           | 1-0       |             |             |
| 01/11/1975 | S   | 2  | K. FC Eeklo (P)               | K. FC Dessel Sport (III)    | 2-1       |             |             |
| 01/11/1975 | S   | 3  | K. SK Tongeren (II)           | RWD Molenbeek (I)           | 1-2       |             |             |
| 01/11/1975 | S   | 4  | K. SC Lokeren (I)             | Club Brugge kV (I)          | 0-0       | 0-0         | 4-5         |
| 01/11/1975 | S   | 5  | FC Zwarte Leeuw (P)           | VC Rotselaar (III)          | 1-2       |             |             |
| 01/11/1975 | S   | 6  | K. FC Winterslag ( II)        | K. Beringen FC (I)          | 1-1       | 1-1         | ?-?         |
| 01/11/1975 | S   | 7  | K. FC Diest ( II)             | K. SV Waregem (I)           | 0-5       |             |             |
| 01/11/1975 | S   | 8  | R. SC Anderlechtois (I)       | K. Beerschot VAV (I)        | 3-0       |             |             |
| 01/11/1975 | S   | 9  | K. White Star Cl. Lauwe (III) | K. VG Oostende (II)         | 2-1       |             |             |
| 02/11/1975 | S   | 10 | SK Beveren-Waes (I)           | K. SC Menen (III)           | 2-0       |             |             |
| 02/11/1975 | S   | 11 | kV Kortrijk (II)              | K.St-Truidense VV (II)      | 0-1       |             |             |
| 02/11/1975 | S   | 12 | K. Lierse SV (I)              | R. Olympic Montignies ( II) | 4-3       |             |             |
| 02/11/1975 | S   | 13 | K. Boom FC (II)               | K. Berchem Sport (I)        | 0-1       |             |             |
| 02/11/1975 | S   | 14 | R. FC Liégeois (I)            | K. AA Gent ( II)            | 2-0       |             |             |
| 02/11/1975 | S   | 15 | kV Mechelen (I)               | K. SV Cercle Brugge (I)     | 1-0       |             |             |
| 02/11/1975 | S   | 16 | K. Merksem SC (II)            | K. RC Mechelen ( I)         | 1-4       |             |             |

## Huitièmes de finale
Les seize formations encore en course sont 12 clubs de Division 1, 1 club de Division 2, 2 clubs de Division 3 et 1 club de Promotion.

### Participants

#### par Régions
| Régions         | Total | D1 | D2 | D3 | P |
| --------------- | ----- | -- | -- | -- | - |
| Bruxelles       | 2     | 2  | 0  | 0  | 0 |
| Région flamande | 13    | 9  | 1  | 2  | 1 |
| Région wallonne | 1     | 1  | 0  | 0  | 0 |
| TOTAUX          | 16    | 12 | 1  | 2  | 1 |

#### par Provinces
Le Brabant wallon, les provinces de Hainaut, de Luxembourg et de Namur ne sont plus représentés.
| # | Provinces                                                                    | Total | Div. 1 | Div. 2 | Div. 3 | Prom |
| - | ---------------------------------------------------------------------------- | ----- | ------ | ------ | ------ | ---- |
| 1 | Province d'Anvers                                                            | 5     | 5      | 0      | 0      | 0    |
| 2 | Province de Brabant Région de Bruxelles-Capitale Province du Brabant flamand | 3 2 1 | 2 2 0  | 0 0    | 1 0 1  | 0 0  |
| 3 | Province de Flandre-Occidentale                                              | 3     | 2      | 0      | 1      | 0    |
| 4 | Province de Flandre-Orientale                                                | 2     | 1      | 0      | 0      | 1    |
| 6 | Province de Liège                                                            | 1     | 1      | 0      | 0      | 0    |
| 7 | Province de Limbourg                                                         | 2     | 1      | 1      | 0      | 0    |
|   | TOTAUX                                                                       | 16    | 12     | 1      | 2      | 1    |

### Résultats
Ce tour est joué, le jeudi 25 décembre 1975, le dimanche 28 décembre 1975, en une seule manche disputée sur le terrain de la première équipe citée. En cas d'accord entre les clubs concernés, l'ordre du tirage au sort peut être inversé. Si l'égalité subsiste après prolongation, un "replay" est disputé sur le terrain de l'équipe qui s'est initialement déplacée.  Tirage intégral, pas d'équipes protégées.
- 16 clubs, 8 rencontres.
  - Les deux "grosses affiches" sont remportées par le Club Brugge et le Football Club Liégeois.
  - Les futurs deux derniers du classement de D1 sont opposés l'un à l'autre: le RC Mechelen bat Berchem Sport.
  - Le White Star Lauwe crée une nouvelle surprise.
  - L'étonnant Eeklo poursuit sa belle aventure en gagnant le duel des "petits".

|  | Clubs qualifiés pour le tour suivant |
|  | Tenant du trophée                    |

| Dates      | Niv | N° | Équipe 1                      | Équipe 2                | Score 90' | Score Prol. | Tirs au but |
| 25/12/1975 | H   | 1  | K. RC Mechelen ( I)           | K. Berchem Sport (I)    | 2-0       |             |             |
| 28/12/1975 | H   | 2  | R. Antwerp FC (I)             | Club Brugge kV (I)      | 2-4       |             |             |
| 28/12/1975 | H   | 3  | SK Beveren-Waes (I)           | K. Lierse SV (I)        | 0-2       |             |             |
| 28/12/1975 | H   | 4  | K. Beringen FC (I)            | R. SC Anderlechtois (I) | 0-1       |             |             |
| 28/12/1975 | H   | 5  | K. White Star Cl. Lauwe (III) | K. St-Truidense VV (II) | 1-0       |             |             |
| 28/12/1975 | H   | 6  | kV Mechelen (I)               | K. SV Waregem (I)       | 2-3       |             |             |
| 28/12/1975 | H   | 7  | R. FC Liégeois (I)            | RWD Molenbeek (I)       | 4-1       |             |             |
| 28/12/1975 | H   | 8  | VC Rotselaar (III)            | K. FC Eeklo (P)         | 0-2       |             |             |

## Quarts de finale
Dans les huit derniers clubs encore engagés, il n'y a plus d'équipe de Division 2, mais 1 cercle de Division 2 et 1 club de Promotion. Les 6 autres sont des formations de l'élite.

### Participants

#### par Régions
| Régions         | Total | D1 | D2 | D3 | P |
| --------------- | ----- | -- | -- | -- | - |
| Bruxelles       | 1     | 1  | 0  | 0  | 0 |
| Région flamande | 6     | 4  | 0  | 1  | 1 |
| Région wallonne | 1     | 1  | 0  | 0  | 0 |
| TOTAUX          | 8     | 6  | 0  | 1  | 1 |

#### par Provinces
| # | Provinces                                        | Total | Div. 1 | Div. 2 | Div. 3 | Prom |
| - | ------------------------------------------------ | ----- | ------ | ------ | ------ | ---- |
| 1 | Province d'Anvers                                | 2     | 2      | 0      | 0      | 0    |
| 2 | Province de Brabant Région de Bruxelles-Capitale | 1     | 1 1    | 0 0    | 0 0    | 0 0  |
| 3 | Province de Flandre-Occidentale                  | 3     | 2      | 0      | 1      | 0    |
| 4 | Province de Flandre-Orientale                    | 1     | 0      | 0      | 0      | 1    |
| 5 | Province de Liège                                | 1     | 1      | 0      | 0      | 0    |
|   | TOTAUX                                           | 8     | 6      | 0      | 1      | 1    |

### Résultats
Ce tour est joué, le samedi 28 février 1976, le dimanche 29 février 1976, en une seule manche disputée sur le terrain de la première équipe citée. En cas d'accord entre les clubs concernés, l'ordre du tirage au sort peut être inversé. Si l'égalité subsiste après prolongation, un "replay" est disputé sur le terrain de l'équipe qui s'est initialement déplacée.  Tirage intégral, pas d'équipes protégées.
|  | Clubs qualifiés pour le tour suivant |
|  | Tenant du trophée                    |

- 8 clubs, 4 rencontres
  - Anderlecht et Bruges, les deux grands favoris, héritent des deux petits poucets.
  - Le tirage attribue l'adversaire de D1 le "moins difficile" au Club Liégeois.

| Dates      | Niv | N° | Équipe 1                | Équipe 2                      | Score 90' | Score Prol. | Tirs au but |
| 28/02/1976 | Q   |    | Club Brugge kV (I)      | K. FC Eeklo (P)               | 9-2       |             |             |
| 28/02/1976 | Q   | 2  | R. SC Anderlechtois (I) | K. White Star Cl. Lauwe (III) | 7-1       |             |             |
| 29/02/1976 | Q   | 3  | K. SV Waregem (I)       | K. Lierse SV (I)              | 1-2       |             |             |
| 29/02/1976 | Q   | 4  | R. FC Liégeois (I)      | K. RC Mechelen ( I)           | 2-1       |             |             |

## Demi-finales

### Participants

#### par Régions
| Régions         | Total | D1 |
| --------------- | ----- | -- |
| Bruxelles       | 1     | 1  |
| Région flamande | 2     | 2  |
| Région wallonne | 1     | 1  |
| TOTAUX          | 4     | 4  |

#### par Provinces
| # | Provinces                                        | Total | Div. 1 |
| - | ------------------------------------------------ | ----- | ------ |
| 1 | Province d'Anvers                                | 1     | 1      |
| 2 | Province de Brabant Région de Bruxelles-Capitale | 1     | 1 1    |
| 3 | Province de Flandre-Occidentale                  | 1     | 1      |
| 5 | Province de Liège                                | 1     | 1      |
|   | TOTAUX                                           | 4     | 4      |

### Résultats
Le demi-finales sont jouées le mercredi 26 mai 1976, en une seule manche disputée sur le terrain de la première équipe citée. En cas d'accord entre les clubs concernés, l'ordre du tirage au sort peut être inversé. Si l'égalité subsiste après prolongation, un "replay" est disputé sur le terrain de l'équipe qui s'est initialement déplacée.  Tirage intégral, pas d'équipes protégées.
|  | Clubs qualifiés pour la finale |
|  | Tenant du trophée              |

- 4 clubs, 2 rencontres.
  - Le titre national a été attribué le 30 avril 1976, lorsqu'Anderlecht a été accroché (1-1) par La Louvière, alors que le Club Brugge ne jouait pas ("bye", nombre impair de clubs).
  - Deux semaines avant ces demi-finales, le R. SC Anderlechtois a remporté la Coupe des Coupes 75-76 en dominant l'Austria Vienne en finale (4-0).
  - Selon l'expression usuelle, "finale avant la lettre" entre Anderlecht et le Club Brugeois
  - L'autre demi-finale est très équilibrée.

| Dates      | Niv | N° | Équipe 1                | Équipe 2           | Score 90' | Score Prol. | Tirs au but |
| 26/05/1976 | D   | 1  | R. SC Anderlechtois (I) | Club Brugge kV (I) | 4-1       |             |             |
| 26/05/1976 | D   | 2  | K. Lierse SV (I)        | R. FC Liégeois (I) | 2-1       |             |             |

## Finale
Un Sporting Anderlechtois, auréolé d'un premier titre européen mais qui a du laisser la couronne nationale au Club Brugeois, domine la première partie de la rencontre. Après une entame un peu molle, les "Mauves" font la différence en l'espace de 120 secondes. Une première alerte vient d'un coup franc donné en deux temps par Haan et Rensenbrink est contré par le mur lierrois. Au rebond, "Swat" Van der Elst place une volée qui frôle le but. À la dix-huitième minute de jeu, un centre brossé par Vercauteren en direction du point de penalty est repris de la tête par Rensenbrink alors qu'Engelen est sorti complètement à contretemps (1-0).
Le Lierse réagit par un tir du Yougoslave Davidović dans les gants de Ruiter. Sur la remontée de terrain, Rensenbrink sème une nouvelle fois le trouble sur le flanc gauche. Son centre est mal repoussé par la défense. Non pressé, Dockx peut trouver Vercauteren qui, du pied droit, place un ballon profond. Haan devance la défense centrale statique et se présente seul devant le gardien qu'il trompe d'un tir croisé (2-0).
Avant le repos, chaque équipe bénéficie d'une opportunité. Isolé devant le gardien par centre de Walter Ceulemans, Van Uytsel dévisse une demi-volée, alors que Rensenbrink, meilleur homme sur le terrain, oblige Engelen à se détendre.
La première possibilité de la seconde période est de nouveau anderlechtoise. Lancé seul en profondeur par Vercauteren, Van der Elst se joue de Davidović, mais l'envoi du "feu-follet du Parc Astrid" s'envole. Peu après, Rensenbrink croise un envoi fusant qui heurte la base du poteau. Dans l'autre rectangle, Hoekema oblige le gardien néerlandais des Bruxellois à se coucher, puis c'est un coup franc puissant de Ressel qui est boxé en coup de coin par Engelen.
Roger Dierckx, qui a chipé le ballon à Hugo Broos sur la gauche du rectangle, est tout proche de réduire l'écart, mais Ruiter réussit un sauvetage miracle du bout du pied. On a droit à un "momentum" lierrois. Le coup de coin qui suit est mal écarté par la défense mauve. Helleputte distille un centre que les arrières centraux anderlechtois ne peuvent négocier. Van Uytsel récupère le cuir et sert Posthumus devant le but. La reprise du front du Néerlandais est cadrée, repoussée par Ruiter qui se démène ensuite pour plonger dans les pieds de Janssens et de Ceulemans.
On a encore une alerte lierrois quand le portier bruxellois qui sont domaine inutilement et que Van Uytsel hérite du centre d'Helleputte. Mais l'envoi à est contré à bout-portant par Broos.
En fin de partie, Anderlecht fixe les chiffres en profitant des boulevards laissés par les Lierrois. Le capitaine Vandendaele trouve superbement la lucarne, mais cette action est entachée d'une faute préalable non sifflée de Haan. Dans la dernière minute, le jeune Van Poucke délivre un centre sur lequel déboule Van der Elst pour faire 4-0 de près.
Cinquième victoire d'Anderlecht contre un Lierse SK manquant de finition. Les "Mauves et Blancs" s'approprient le trophée pour la quatrième fois en cinq saisons.
| R. SC Anderlechtois · |                       |    |
| Titulaires :          |                       |    |
|                       |                       |    |
| 1                     | Jan Ruiter            |    |
| 2                     | Michel Lomme          |    |
| 3                     | Hugo Broos            |    |
| 4                     | Erwin Vandendaele     |    |
| 5                     | Jean Dockx            |    |
| 6                     | Gilbert Van Binst     |    |
| 7                     | François Van der Elst |    |
| 8                     | Arie Haan             |    |
| 9                     | Peter Ressel          | ?e |
| 10                    | Frankie Vercauteren   |    |
| 11                    | Robbie Rensenbrink    |    |
|                       |                       |    |
| Remplaçants :         |                       |    |
| 14                    | Ronny Van Poucke      | ?e |
|                       |                       |    |
| Entraîneur :          |                       |    |
| Hans Croon            |                       |    |

| · K. Lierse SV · |                        |    |
| Titulaires :     |                        |    |
|                  |                        |    |
| 1                | Carl Engelen           |    |
| 2                | Eddy Smets             |    |
| 3                | Roger Dierckx          |    |
| 4                | Walter Ceulemans       |    |
| 5                | Romanus Van der Borght |    |
| 6                | Oeki Hoekema           |    |
| 7                | Herman Helleputte      |    |
| 8                | Dimitri Davidović      |    |
| 9                | François Janssens      |    |
| 10               | Hans Posthumus         |    |
| 11               | Flor Van Uytsel        | ?e |
|                  |                        |    |
| Remplaçants :    |                        |    |
| ?                | Roger Roebben          | ?e |
|                  |                        |    |
| Entraîneur :     |                        |    |
| János Bédl       |                        |    |

| R. SC Anderlechtois · |                       |    |
| Titulaires :          |                       |    |
|                       |                       |    |
| 1                     | Jan Ruiter            |    |
| 2                     | Michel Lomme          |    |
| 3                     | Hugo Broos            |    |
| 4                     | Erwin Vandendaele     |    |
| 5                     | Jean Dockx            |    |
| 6                     | Gilbert Van Binst     |    |
| 7                     | François Van der Elst |    |
| 8                     | Arie Haan             |    |
| 9                     | Peter Ressel          | ?e |
| 10                    | Frankie Vercauteren   |    |
| 11                    | Robbie Rensenbrink    |    |
|                       |                       |    |
| Remplaçants :         |                       |    |
| 14                    | Ronny Van Poucke      | ?e |
|                       |                       |    |
| Entraîneur :          |                       |    |
| Hans Croon            |                       |    |

| · K. Lierse SV · |                        |    |
| Titulaires :     |                        |    |
|                  |                        |    |
| 1                | Carl Engelen           |    |
| 2                | Eddy Smets             |    |
| 3                | Roger Dierckx          |    |
| 4                | Walter Ceulemans       |    |
| 5                | Romanus Van der Borght |    |
| 6                | Oeki Hoekema           |    |
| 7                | Herman Helleputte      |    |
| 8                | Dimitri Davidović      |    |
| 9                | François Janssens      |    |
| 10               | Hans Posthumus         |    |
| 11               | Flor Van Uytsel        | ?e |
|                  |                        |    |
| Remplaçants :    |                        |    |
| ?                | Roger Roebben          | ?e |
|                  |                        |    |
| Entraîneur :     |                        |    |
| János Bédl       |                        |    |

## Clubs par divisions
| Division   | Quatrième tour préliminaire | +   | Trente-deuxièmes de finale | Seizièmes de finale | Huitièmes de finale | Quarts de finale | Demi-finales | Finale |
| ---------- | --------------------------- | --- | -------------------------- | ------------------- | ------------------- | ---------------- | ------------ | ------ |
| D1         |                             | +19 | 19                         | 15                  | 12                  | 6                | 4            | 2      |
| D2         | +3                          | +12 | 15                         | 10                  | 1                   | 0                | -            | -      |
| D3         | 29                          |     | 20                         | 5                   | 2                   | 1                | 0            | -      |
| Promotion  | 24                          | -   | 7                          | 2                   | 1                   | 1                | 0            | -      |
| Provincial | 8                           | -   | 3                          | 0                   | -                   | -                | -            | -      |
| Total      | 64                          | +32 | 64                         | 32                  | 16                  | 8                | 4            | 2      |

## Sources
- ASBL Foot100, Dictionnaire des clubs belges affiliées à l'URBSFA